# Puitor de mine

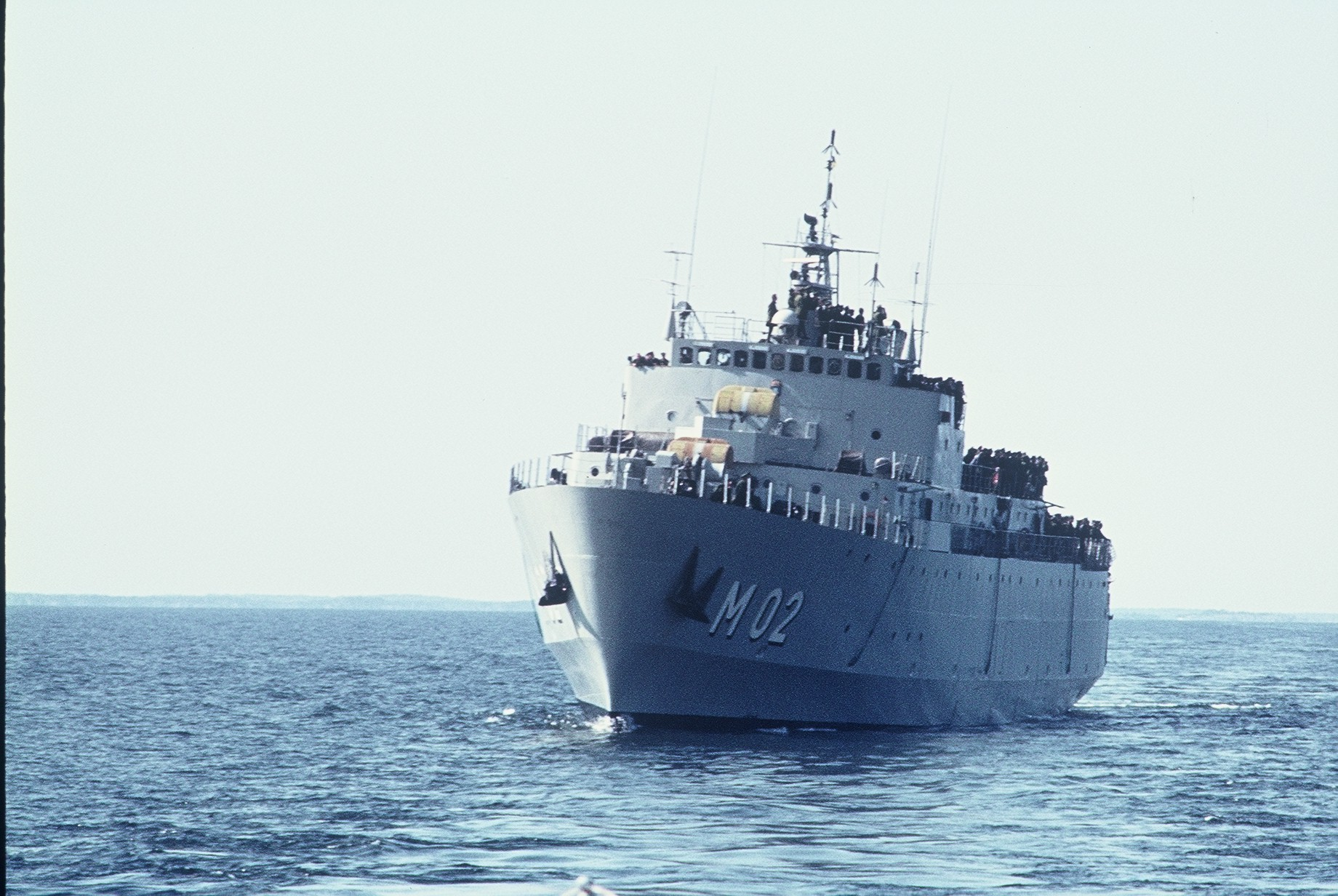
Puitor de mine suedez Älvsborg (1974)

Puitorul de mine este o navă militară destinată să lanseze mine marine.
Caracteristici:
- lungime:40-80 m
- lățime:10-12 m
- pescaj:2-2,5 m
- deplasament:500-2300 t
- viteză:10-12 Nd
- armament antisubmarin

La începutul celui de-al doilea război mondial, Marina Română a avut în serviciu un număr de șase puitoare mine: NMS Amiral Murgescu, SRD Aurora, SMR Regele Carol I, NMS Dacia, SMR Durostor și NMS România.